# مسجد الجمعة ماليه
مسجد الجمعة ماليه أو ماليه هوكورو ميسكي (بالديفهي: މާލެ ހުކުރު މިސްކިތް ) هو مسجد قديم مزين ومزخرف، يقع المسجد في كافو أتول مدينة ماليه عاصمة جزر المالديف.

## التاريخ
شيد المسجد في الأصل في عام 1658 في عهد السلطان إبراهيم اسكندر الأول، ومع مرور عامين من الزمن اكتمل بناء المسجد، وشيد معظم المسجد من الحجر المرجاني، ويحيط المبنى بمقبرة بنيت في القرن السابع عشر الميلادي، والتي بنيت بشكل معقد ومنحوتة بشكل فريد، وهي من شواهد القبور الحجرية المرجانية، ويتضمن الموقع أيضا مئذنة حجرية مرجانية .

## البناء
مسجد الجمعة ماليه أو ماليه هوكورو ميسكي بني في أرض محيطها 199 قدم، المناطق الداخلية من المسجد تحتوي على العديد من العينات القيمة للفن المالديف التقليدية في شكل حفر من الخشب وفي شكل لوحات وسقوف، وينقسم المبنى الرئيسي الذي لا يزال يستخدم لأداء الصلوات اليومية إلى ثلاثة أقسام هي :
- المحراب : وهو الغرفة أو القسم الذي يستخدمه الإمام في أداء الصلاة .
- مدهو ميسكي : المسجد الأوسط .
- فاهو ميسكي : المسجد الخلفي .

## التراث العالمي
تمت إضافة موقع مسجد الجمعة ماليه إلى القائمة اليونسكو كموقع تراث عالمي في فئة الثقافة .